# カトリオーナ・マッカイ
カトリオーナ・マッカイ（Catriona McKay）は、スコットランドのハープ奏者、作曲家である。スコティッシュ・ハープ（en:Scottish harp、クラルサッハ（en:Clàrsach）)の第一線の音楽家、およびシェトランドを代表するバンド フィドラーズ・ビドの一員
として活動し、楽器の可能性を広げ、民俗音楽を中心に様々なミュージシャンと共演を行っている。スターフィッシュ社のハープ Glenelleの共同設計も行っている。

## 来歴
カトリオーナは ダンディーで生まれ育ち、スコティッシュ・フォーク・バンドの “リヴィングストーンズ”（ he Livingstones）や“テイサイダーズ”（ Taysiders） のメンバーであった父ケン（Ken）を通じて伝統音楽に親しむとともに、バレエとダンスの教師であった母からクラシックや現代音楽の手ほどきを受けた。
カトリオーナはアイルランドで開かれたオキャロラン・国際ハープフェスティヴァル（O’Carolan International Harp Festival）にて優勝した後、王立スコットランド音楽・舞台アカデミー（en:Royal Scottish Academy of Music and Drama、RSAMD。現在の王立スコットランド音楽院（en: Royal Conservatoire of Scotland、RCS）)に進学してペダルハープ（グランドハープ）、ケルティックハープ、電子音楽作曲を学び、独奏や室内楽についていくつか受賞するとともに一等学位（first class honours）学士（BA）を得た。そして、ケアード・トラスト（Caird Trust）奨学金と英国王立音楽検定（en:Associated Board of the Royal Schools of Music）奨学金を受けて王立北部音楽大学（en:Royal Northern College of Music、RNCM)大学院に進みウェールズのハープ奏者 Eira Lynn Jonesの教えを受けた。 
1990年代、RSAMDでの学生時代にカトリオーナはクリス・スタウトと出会い、少なくとも1998年から、カトリオーナはクリスの参加するシェトランドのバンド「フィドラーズ・ビド」でハープとピアノを担当している。
1999年に彼女はドイツで行われているユーディ・メニューインライヴ・ミュージック・ナウ！（Yehudi Menuin’s Live Music Now!、 de)の schemeに参加した。また、2000年および2001年にはNFMS (National Federation of Music Societies、現在のen:Making Music (organisation))のYoung Concert Artist となった。
2002年に、彼女は自身の名を冠したファーストアルバムを自身のレーベル グリムスター・レコード（Glimster Records）からリリースした。クリス・スタウト、パーカッション奏者イアン・コープランド（Iain Copeland）、王立北部音楽大学時代に出会ったクラシック/ジャズのベース奏者 マット・ベイカー（Matt Baker）を共演者に迎えたこのアルバムは、スコットランドの新聞 ヘラルドから “輝く宝石のごときアルバム”（ sparkling gem of an album）と評された。
同年、彼女はスウェーデンの音楽家ウーロフ・ヨハンソン（Olov Johansson）とストックホルムで出会い、後の2009年と2013年にアルバムをリリースしている。
2005年、最初のクリスとのデュオアルバムをリリースした。
日本には5回、2005年のクリスとのデュオ、2006年のフィドラーズ・ビド、2007年のクリスとのデュオ、2008年のフィドラーズ・ビド、2013年のクリスとのデュオにてそれぞれ来日している。

## ディスコグラフィー
ソロ
- ケルティック・ハープ・イン・ブルー (Catriona Mckay 、2002年、Glimster Records)
- スターフィッシュ (Starfish、2007年、Glimster Records)
- ハーポニウム(Harponium、2014年、Glimster Records)

クリス・スタウトとの共演
- レアブラック〜さざ波 (Laebrack、2005年、グリーントラックス（en:Greentrax Recordings）)
- ホワイト・ナイツ(White Nights、2010年、McKay Stout Music)
- Seavaigers (2014年、McKay Stout Music。弦楽オーケストラのen:Scottish Ensembleと共演)
- BEGLEY MCKAY STOUT (2014年、McKay Stout Music。共演者にアイルランドのミュージシャン シェイマス・ベグリー（Seamus Begley）を迎えている。)
- ベアナックル (Bare Knuckle、2017年、Bare Knuckle Music)

ウーロフ・ヨハンソンとの共演
- Foogy  (2009年、Olov Johansson Musik)
- The Auld Harp (2013年、Olov Johansson Musik)

フィドラーズ・ビドとして
- Hamnataing (1998年、グリーントラックス)
- ダ・ファーダー・ベン・ダ・ウェルカマー (Da Farder Ben Da Welcomer 、2001年、グリーントラックス)
- ネイキッド＆ベア(Naked and Bare、2005年、グリーントラックス)
- All Dressed in Yellow (2009年、Hairst Blinks Music)

ストレインジ・レインボウ（Strange Rainbow）として（電気音楽作家アリステイアー・マクドナルド（Alistair MacDonald）とのユニット）
- invisble from land and sea (2008年)
- skimmerin' (2009年)

クリス・スタウトのサポート
- シェトランドの夕暮れ(The First O' the Darkenin、2004年、グリーントラックス)
- Devil’s Advocate (2007年、クリス・スタウト五重奏団（Chris Stout Quintet）として、グリーントラックス)
- Chris Stout's Brazilian Theory - Live In Concert (2011年、Chris Stout Music)

その他
- エイダン・オルーク（Aidan O'Rourke） : An Tobar(2011年、Navigator Records)
- トランスアトランティック・セッション第三巻（ Transatlantic Sessions 3）(2007年 BBC 2 ‘Scotland’s Music with  フィル・カニンガム’)

## 受賞歴
- オキャロラン・国際ハープフェスティヴァル（O’Carolan International Harp Festival） 優勝（harp champion） (1990年代、アイルランド ロスコモン県 キーデュー（en:Keadue）)
- BBC ラジオ3（en:BBC Radio 3） ‘Young Musician‘, ファイナリスト (1999年)
- ジャケ・フランソワーズ国際ケルティック・ハープ・コンクール（Jakez Francois International Celtic Harp Competition）優勝 (2004年、フランス ナント) [15]
- スコッツ・トラッド・ミュージック・アワード（en:Scots Trad Music Awards） ‘年間最優秀プレイヤー’ (Instrumentalist of the Year 、2007年および2014年)
- (バンドメンバーとして) スコッツ・トラッド・ミュージック・アワード ‘年間最優秀アルバム’ ( ‘Album of the Year’ 、クリス・スタウト五重奏団の ‘Devil’s Advocate’ )